# José Fontán
José Manuel Fontán Mondragón, noto semplicemente come José Fontán (Vilagarcía de Arousa, 11 febbraio 2000), è un calciatore spagnolo, difensore dell'Arouca.

## Caratteristiche tecniche
Difensore di piede mancino, dotato tecnicamente e abile nei passaggi filtranti, ha un ottimo senso della posizione ed è bravo nel gioco aereo. Tatticamente duttile, può essere schierato sia in posizione centrale che come terzino.

## Carriera
Cresciuto nel settore giovanile del Celta Vigo, ha esordito con la prima squadra del club galiziano il 23 gennaio 2020, nell'incontro di Coppa del Re perso per 2-1 contro il Mirandés. Il debutto nella Liga è avvenuto il 1º ottobre seguente, nella partita persa per 0-3 contro il Barcellona.

## Statistiche

### Presenze e reti nei club
Statistiche aggiornate al 21 luglio 2022.
| Stagione        | Squadra         | Campionato      | Campionato | Campionato | Coppe nazionali | Coppe nazionali | Coppe nazionali | Coppe continentali | Coppe continentali | Coppe continentali | Altre coppe | Altre coppe | Altre coppe | Totale | Totale |
| Stagione        | Squadra         | Comp            | Pres       | Reti       | Comp            | Pres            | Reti            | Comp               | Pres               | Reti               | Comp        | Pres        | Reti        | Pres   | Reti   |
| --------------- | --------------- | --------------- | ---------- | ---------- | --------------- | --------------- | --------------- | ------------------ | ------------------ | ------------------ | ----------- | ----------- | ----------- | ------ | ------ |
| 2018-2019       | Celta Vigo B    | SDB             | 8          | 0          |                 | -               | -               |                    | -                  | -                  |             | -           | -           | 8      | 0      |
| 2018-2019       | Celta Vigo B    | SDB             | 22         | 0          |                 | -               | -               |                    | -                  | -                  |             | -           | -           | 22     | 0      |
| Totale Celta B  | Totale Celta B  | Totale Celta B  | 30         | 0          |                 | -               | -               |                    | -                  | -                  |             | -           | -           | 30     | 0      |
| 2019-2020       | Celta Vigo      | PD              | 0          | 0          | CR              | 1               | 0               |                    | -                  | -                  |             | -           | -           | 1      | 0      |
| 2020-2021       | Celta Vigo      | PD              | 14         | 0          | CR              | 2               | 0               |                    | -                  | -                  |             | -           | -           | 16     | 0      |
| 2021-2022       | Celta Vigo      | PD              | 9          | 0          | CR              | 3               | 2               |                    | -                  | -                  |             | -           | -           | 12     | 2      |
| 2022-2023       | Go Ahead Eagles | ED              | 0          | 0          | CO              | 0               | 0               |                    | -                  | -                  |             | -           | -           | 0      | 0      |
| Totale carriera | Totale carriera | Totale carriera | 53         | 0          |                 | 6               | 2               |                    | -                  | -                  |             | -           | -           | 59     | 2      |